# Uchōten kazoku
Uchōten kazoku (有頂天家族? lett. "La famiglia eccentrica") è un romanzo giapponese di Tomihiko Morimi, pubblicato da Gentosha il 25 settembre 2007. Una serie televisiva anime di tredici episodi, prodotta dallo studio P.A. Works e diretta da Masayuki Yoshihara, è stata trasmessa in Giappone tra il 7 luglio e il 29 settembre 2013. Una seconda stagione di dodici episodi è andata in onda dal 9 aprile al 25 giugno 2017. In tutto il mondo, ad eccezione dell'Asia, gli episodi della seconda stagione sono stati trasmessi in streaming in simulcast, anche coi sottotitoli in lingua italiana, da Crunchyroll.

## Trama
Ambientata a Kyoto, una delle città giapponesi più ricche di tradizioni, la trama della serie poggia ben salde le sue radici nel folklore nipponico raccontando le avventure di una famiglia molto particolare. Gli Shimogamo sono infatti dei Tanuki, i leggendari cani procione capaci di trasformarsi in tutto ciò che vogliono, e il loro compito è quello di vegliare un antico santuario.

## Episodi

### Prima stagione
| Nº | Giapponese 「Kanji」 - Rōmaji                     | In onda           | In onda |
| Nº | Giapponese 「Kanji」 - Rōmaji                     | Giapponese        |         |
| 1  | 「納涼床の女神」 - Noryo-Yuka no Megami           | 7 luglio 2013     |         |
| 2  | 「母と雷神様」 - Haha to Raijin-sama              | 14 luglio 2013    |         |
| 3  | 「薬師坊の奥座敷」 - Yakushibo no Oku-Zashiki     | 21 luglio 2013    |         |
| 4  | 「大文字納涼船合戦」 - Daimonji Nouryousen Gassen | 28 luglio 2013    |         |
| 5  | 「金曜倶楽部」 - Kinyou-Kurabu                    | 4 agosto 2013     |         |
| 6  | 「紅葉狩り」 - Momijigari                         | 11 agosto 2013    |         |
| 7  | 「銭湯の掟」 - Sentou no Okite                    | 18 agosto 2013    |         |
| 8  | 「父の発つ日」 - Chichi no Tatsu Hi               | 25 agosto 2013    |         |
| 9  | 「夷川の娘・海星」 - Ebisugawa no Musume ・Kaisei | 1º settembre 2013 |         |
| 10 | 「夷川早雲の暗躍」 - Ebisugawa Sōun no An’yaku    | 8 settembre 2013  |         |
| 11 | 「捲土重来」 - kendo-cyourai                      | 15 settembre 2013 |         |
| 12 | 「偽叡山電車」 - Nise Eizan-densya                | 22 settembre 2013 |         |
| 13 | 「有頂天家族」 - Uchōten Kazoku                   | 29 settembre 2013 |         |

### Seconda stagione
| Nº | Titolo italiano Giapponese 「Kanji」 - Rōmaji                                                       | In onda        | In onda |
| Nº | Titolo italiano Giapponese 「Kanji」 - Rōmaji                                                       | Giapponese     |         |
| 1  | Il ritorno del successore 「二代目の帰朝」 - Nidaime no kichou                                      | 9 aprile 2017  |         |
| 2  | Tenmanya l'illusionista 「幻術師 天満屋」 - Genjutsushi: Tenman`ya                                  | 16 aprile 2017 |         |
| 3  | Il profumo dell'Europa 「欧羅巴の香り」 - Yōroppa no kaori                                          | 23 aprile 2017 |         |
| 4  | Il torneo di Shogi dei tanuki 「狸将棋大会」 - Tanuki shōgi taikai                                  | 30 aprile 2017 |         |
| 5  | La battaglia del Daimonji continua 「続・大文字納涼船合戦」 - Zoku-daimonji nōryōsen gassen         | 7 maggio 2017  |         |
| 6  | L'Inferno di Arima 「有馬地獄」 - Arima jigoku                                                      | 14 maggio 2017 |         |
| 7  | Il club del venerdì continua 「金曜倶楽部・再び」 - Kin'yō-kurabu futatabi                          | 21 maggio 2017 |         |
| 8  | Il segreto di Kaisei Ebisugawa 「夷川海星の秘密」 - Ebisugawa Kaisei no himitsu                     | 28 maggio 2017 |         |
| 9  | I diversi successori 「それぞれの二代目」 - Sorezore no nidaime                                     | 4 giugno 2017  |         |
| 10 | Il giorno dell'elezione dello Pseudo Patriarca 「偽右衛門の決まる日」 - Nise migi emon no kimaru hi | 11 giugno 2017 |         |
| 11 | Il sangue dei Tengu, il sangue degli idioti 「天狗の血 阿呆の血」 - Tengu no chi ahō no chi         | 18 giugno 2017 |         |
| 12 | Il pelo rosso del destino 「運命の赤い糸」 - Unmei no akai ito                                      | 25 giugno 2017 |         |